# Ivan Langer
Ivan Langer (ur. 1 stycznia 1967 w Ołomuńcu) – czeski polityk i prawnik, parlamentarzysta, minister spraw wewnętrznych (2006–2009) i informatyki (2006–2007), wiceprzewodniczący Obywatelskiej Partii Demokratycznej.

## Życiorys
W latach 1981–1985 uczył się w szkole średniej w Ołomuńcu, a następnie odbywał służbę wojskową. W latach 1987–1993 studiował medycynę na Uniwersytecie Palackiego. Od 1993 do 1996 studiował prawo na tym uniwersytecie, a od 1996 do 1998 na Uniwersytecie Karola w Pradze.
W 1991 wstąpił do Obywatelskiej Partii Demokratycznej. W latach 1998–2002 pełnił funkcję jej wiceprzewodniczącego. W 2004 został ponownie wybrany na to stanowisko, zajmując je do 2010. W latach 1993–1996 był doradcą ministra sprawiedliwości. W 1999 podjął praktykę w zawodzie adwokata. Od 1994 do 1998 był radnym Ołomuńca. W 1996 wszedł w skład Izby Poselskiej, ponownie wybierany w wyborach w 1998, 2002 i 2006. Od 1998 do 2006 był wiceprzewodniczącym niższej izby czeskiego parlamentu.
4 września 2006 został ministra spraw wewnętrznych oraz ministra informatyki w pierwszym rządzie Mirka Topolánka. Pierwsze stanowisko zachował również w jego drugim gabinecie do 8 maja 2009. Ministrem informatyki był natomiast do 1 czerwca 2007, kiedy to resort ten został zlikwidowany. W wyborach w 2010 nie uzyskał reelekcji do Izby Poselskiej.
Po odejściu z rządu powrócił do praktyki prawniczej, a także do działalności w prywatnej szkole CEVRO Institute, którą współtworzył. Zajął się również prowadzeniem działalności gospodarczej w ramach spółek prawa handlowego.